# 郭晉東
郭晉東（英語：Ryan Kuo，1981年1月31日—），原名郭鑫，臺灣男演員，除戲劇作品外，曾因通告藝人身份聞名，進而主持節目。
2019年起來漸少出現台灣螢光幕前，並將事業重心逐漸移往在中國大陸發展。2021年以電影《夜守》裡失憶的精神分裂者一角，在Festigious International Film Festival裡榮獲「最佳男演員獎」。
2021年中華人民共和國國慶日於微博發表『「袓國」母親生日快樂』，之後再於中華民國國慶日前夕再發表『期待早日見到「統一」，中國人團結一心，我愛「台灣省」這片土地，是孕育我成長的家鄉』之言論，在台灣網路上造成爭議。

## 經歷

### 戲劇
| 首播年份 | 戲劇名稱                      | 角色     |
| -------- | ----------------------------- | -------- |
| 2000年   | 麻辣鮮師                      | 陳金鑽   |
| 2001年   | U-Touch感應拍檔               | 阿格西   |
| 2002年   | 再見螢火蟲                    | 許拓     |
| 2002年   | U-Touch四號宿舍               | 郭鑫     |
| 2002年   | 愛上總經理                    | 立民     |
| 2002年   | 愛情風味屋                    | 小龍     |
| 2003年   | 熟女慾望日記                  | 張研     |
| 2003年   | 兩個月亮                      | 何冠中   |
| 2003年   | 老婆大人                      | 家寶     |
| 2005年   | 愛戀狂潮                      | 麥克     |
| 2007年   | 春暖花蓮                      | 李啟誠   |
| 2010年   | 家有四千金                    | David    |
| 2013年   | 東華春理髮廳                  | 孟可明   |
| 2013年   | 愛的生存之道                  | 阿泰     |
| 2015年   | 出境事務所                    | 江樂森   |
| 2015年   | 星座愛情雙魚女                | 李麥可   |
| 2015年   | 軍官·情人                     | 彭晟佑   |
| 2016年   | 我家是戰國                    | 李正尉   |
| 2016年   | 滾石愛情故事-寫一首歌         | 黃仁     |
| 2016年   | 終極遊俠                      | 警察     |
| 2016年   | 獨家保鑣                      | 劉明磊   |
| 2017年   | 鐘樓愛人                      | 白品仁   |
| 2017年   | 酸甜之味                      | 小舅     |
| 2017年   | 深夜食堂                      | 李維     |
| 2017年   | 機密訊號                      | 張森洋   |
| 2017年   | 真情之家                      | 朱宥廷   |
| 2018年   | 你的孩子不是你的孩子-貓的孩子 | 小叔叔   |
| 2018年   | 1006的房客                    | 江承浩   |
| 2018年   | 憤怒的菩薩                    | 葉古嘎   |
| 2020年   | 浮世雙嬌傳                    | 曹英     |
| 2020年   | 如意芳霏                      | 洛峰     |
| 2020年   | 金愛演真探團                  | 郭秘書長 |
| 2021年   | 她們創業的那些鳥事            | 導演     |
| 2021年   | 嘉南傳                        | 思勤     |
| 2023年   | 雪鷹領主                      | 賀山主   |
| 2023年   | 有生之年                      | Ryan     |

### 電影
| 首播年份 | 影片名稱     | 角色     |
| -------- | ------------ | -------- |
| 2008年   | 插班生       |          |
| 2016年   | 樓下的房客   | 解謎警察 |
| 2019年   | 渡你一世安暖 |          |
| 2020年   | 天啓大爆炸   |          |
| 2020年   | 奇門斗法     |          |
| 2021年   | 夜守         |          |
| 2021年   | 宋慈之河神案 |          |
| 2025年   | 腎上腺       |          |

### 主持
| 首播年份 | 節目名稱 | 性質             |
| -------- | -------- | ---------------- |
| 2009年   | 娘娘駕到 | 與周詠訓搭檔主持 |

### 廣告
- 誠泰銀行金太郎現金卡
- 臺灣大哥大（行動寫真篇）
- 聯合利華旁氏美白（雨中情侶篇）
- 義美食品（臺灣三奶篇）
- NOKIA（辦公室篇）
- 亞太電信005國際電話（從頭改起篇）
- Luxgen7 MPV （機器人篇）

### MV
- 蔡依林《如果不想要》
- 相馬茜《再見》
- 劉景莊（Julie）《借我你的手》
- 梁文音《你存在》